# Suramericano de Natación de 2004 - 50 m. Espalda Femenino
La prueba de 50 m espalda femenino del campeonato sudamericano de natación de 2004 se realizó el 27 de marzo de 2004, el tercer día de competencias del campeonato.

## Medallistas
| Evento       | Oro                                    | Plata                                | Bronce                         |
| ------------ | -------------------------------------- | ------------------------------------ | ------------------------------ |
| 50 m espalda | Fabiola Molina · Brasil · 29.78. RC RS | Serrana Fernández · Uruguay · 30.07. | Laura Crespo · Brasil · 31.32. |

RC: Récord de campeonato.
RS: Récord Sudamericano.

## Resultados
| Posición | Carril | Nadador           | Tiempo       |
| -------- | ------ | ----------------- | ------------ |
| 1        | 4      | Fabiola Molina    | 29.78. RC RS |
| 2        | 5      | Serrana Fernandez | 30.07.       |
| 3        | 3      | Laura Crespo      | 31.32.       |
| 4        | 7      | Larissa Kcomt     | 31.59.       |
| 5        | 2      | Manuela Morano    | 32.05.       |
| 6        | 8      | María Costanzo    | 32.22.       |
| 7        | 6      | Carolina Colorado | 32.34.       |
| 8        | 1      | Fátima Valderrama | 33.10.       |